# Aéroport du Campo de Marte
L'aéroport du Campo de Marte (code OACI : SBMT)   est le premier aéroport construit à São Paulo, au Brésil; il a ouvert en 1919. Il porte le nom du Champ de Mars, à Paris, qui à son tour tire son nom du Campus Martius, à Rome .

## Statistiques
Pour des raisons techniques, il est temporairement impossible d'afficher le graphique qui aurait dû être présenté ici.

Voir la requête brute et les sources sur Wikidata.

## Accidents et incidents
- 4 novembre 2007: un Learjet 35A de Air Taxi immatriculé PT-OVC s'écrase sur une maison dans un quartier résidentiel à proximité après une tentative de décollage ratée de Campo de Marte, tuant le pilote, le copilote et 6 personnes au sol[1].
- 19 mars 2016: un avion en kit privé, modèle Comp Air 9 immatriculé PR-ZRA, s'écrase après le décollage sur une maison du quartier de São Bento, à environ un kilomètre de l'aéroport, tuant 7 personnes à bord et blessant un résident[2].